# Bolesław (Krzyżanowice)
Bolesław (deutsch: Boleslau, 1936–1945 Bunzelberg, tschechisch Boleslav) ist ein Ort in der Gemeinde Krzyżanowice (Kreuzenort) im Powiat Raciborski der Woiwodschaft Schlesien in Polen

## Geografie

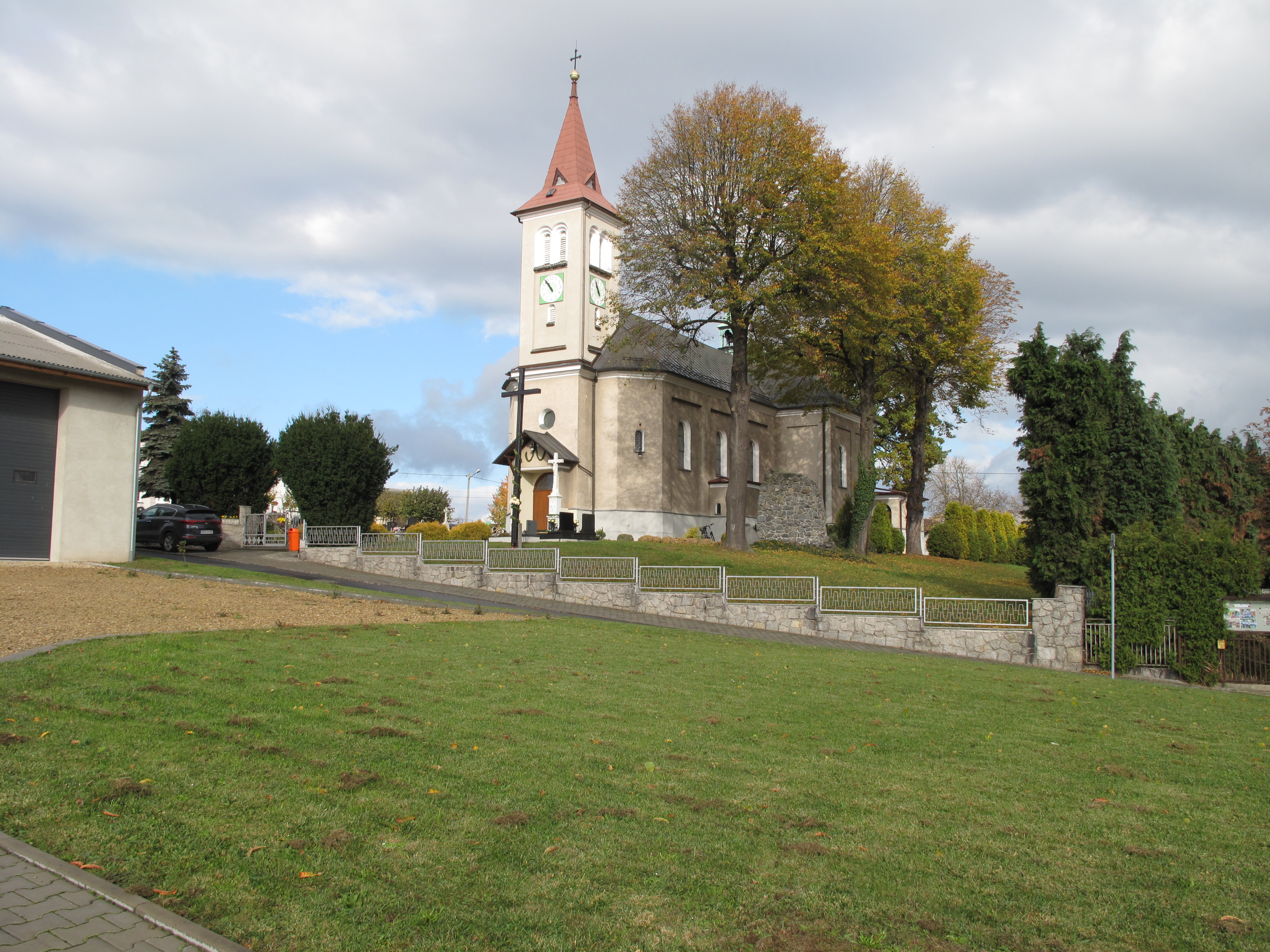
Die Hedwigskirche

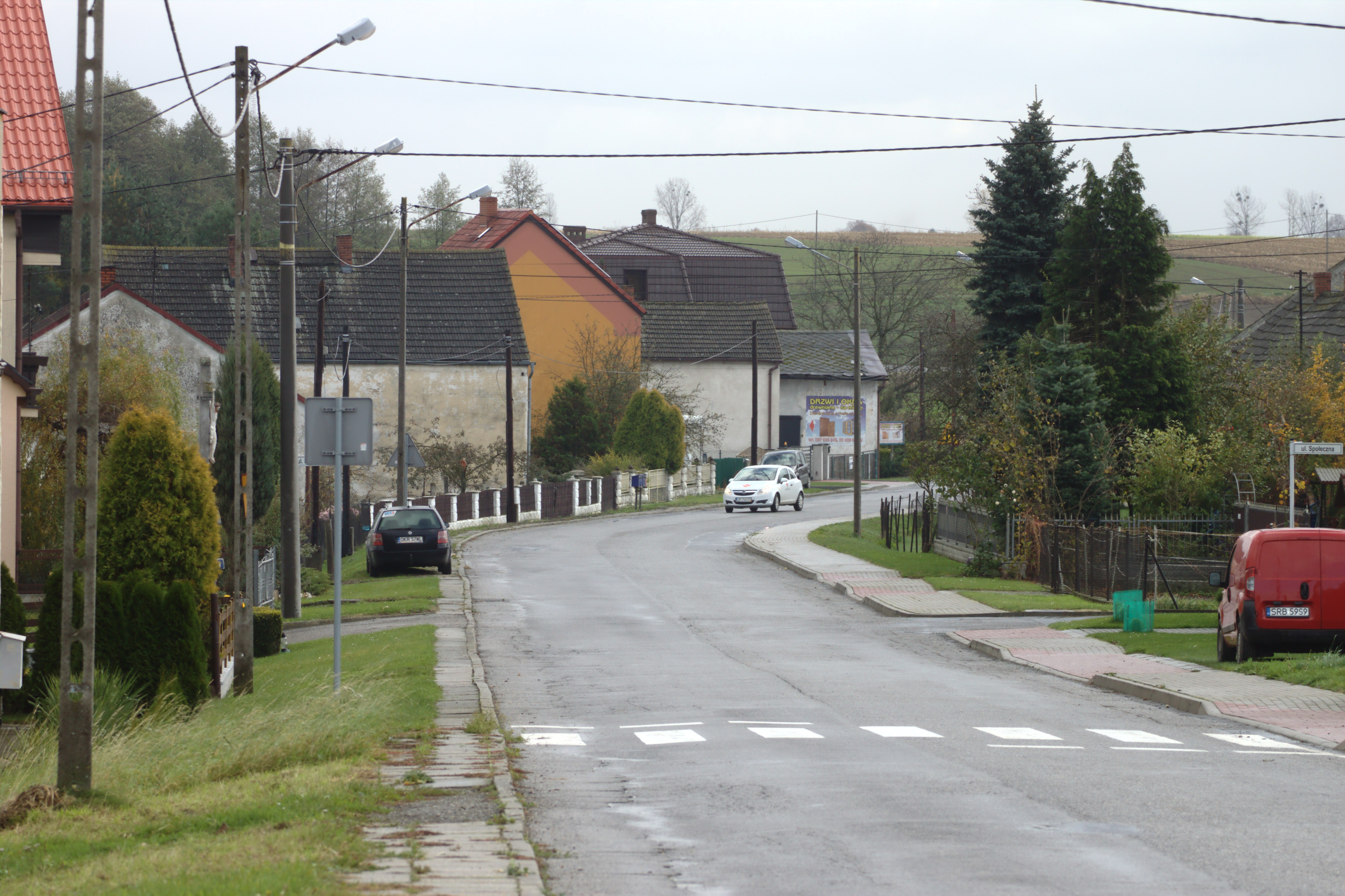
Ortsbild

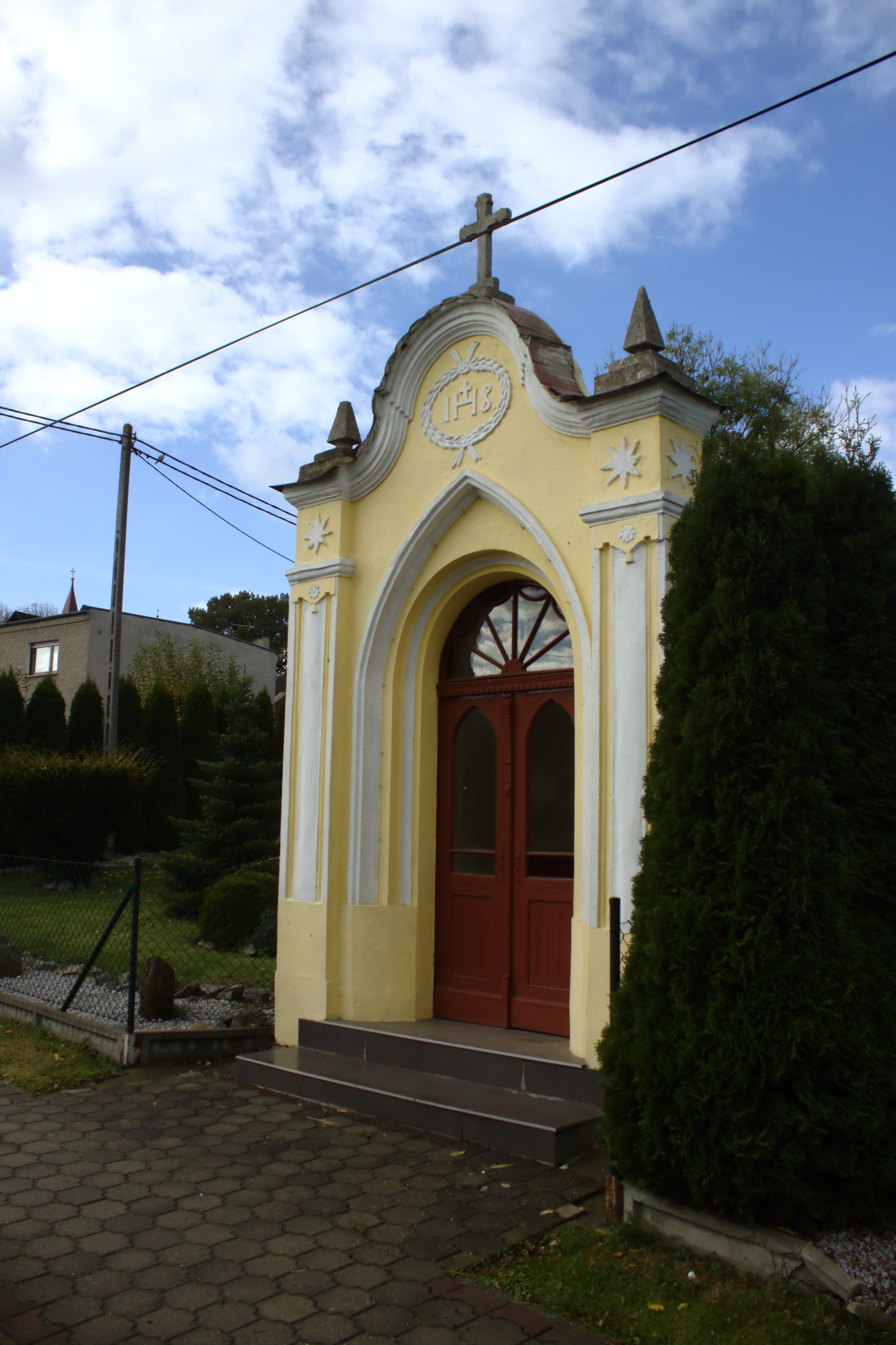
Wegekapelle

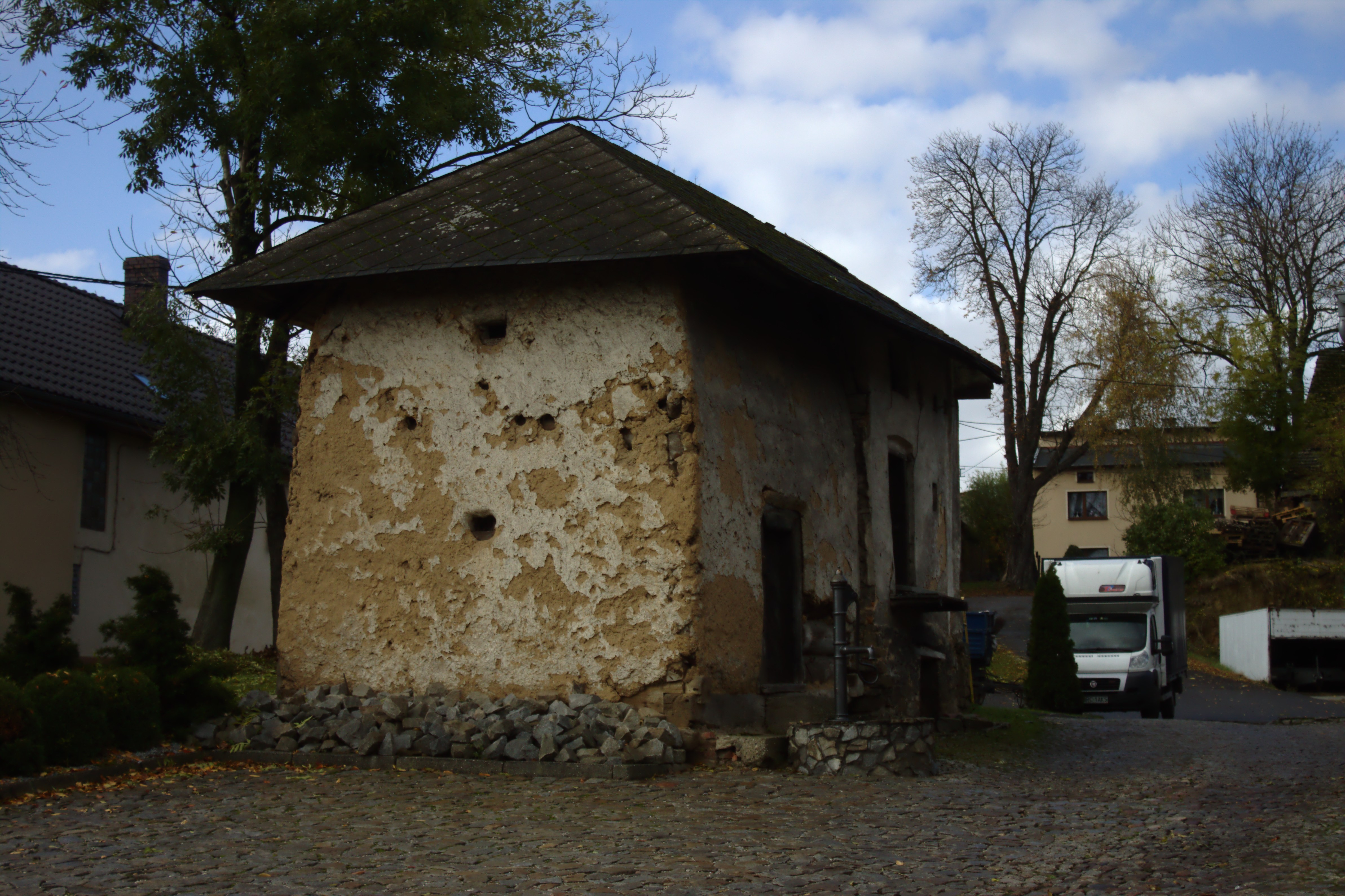
Lehmspeicher

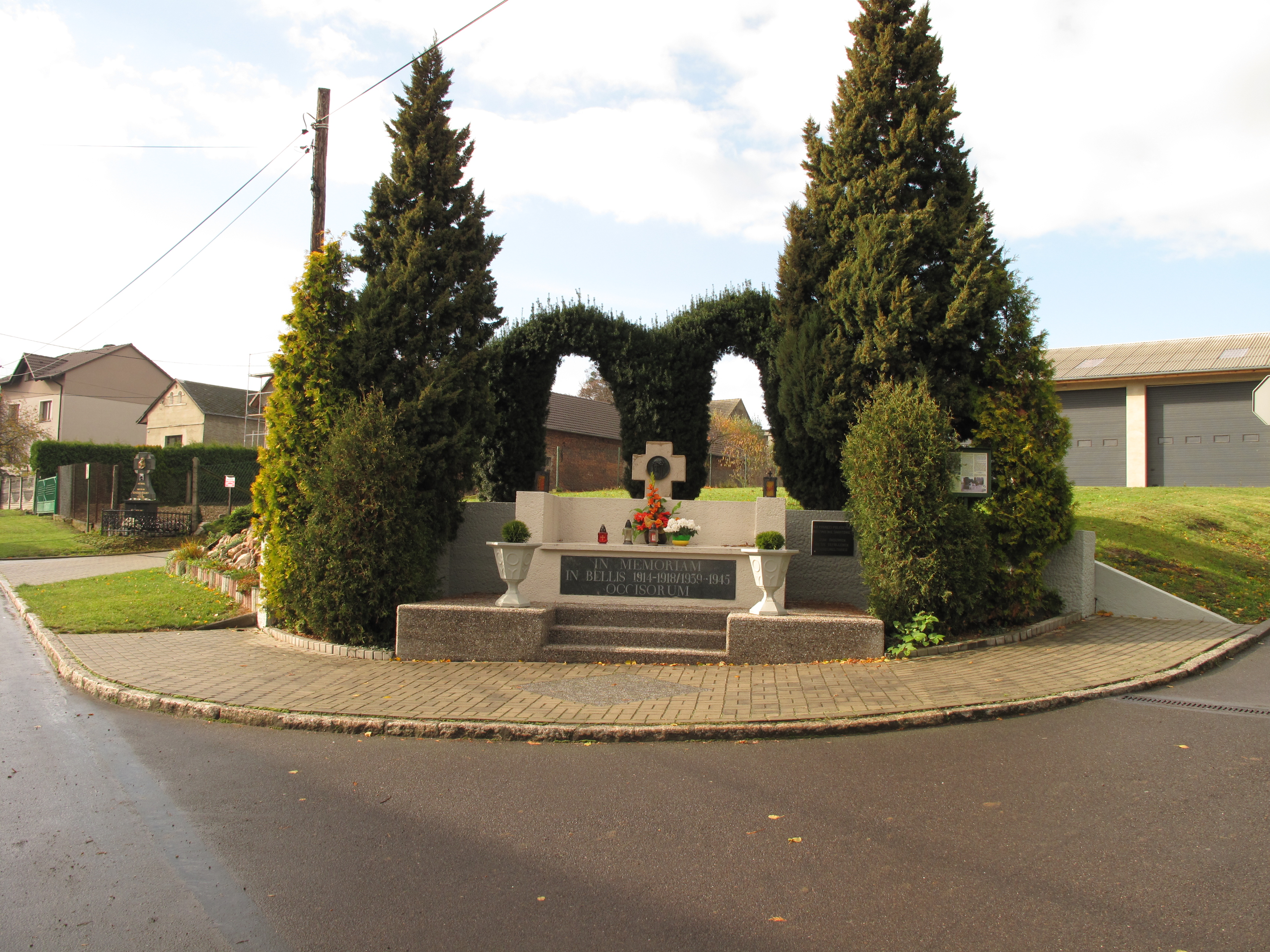
Gefallenendenkmal

Bolesław liegt sechs Kilometer westlich von Krzyżanowice (Kreuzenort), acht Kilometer südlich von Racibórz (Ratibor) und 63 Kilometer südwestlich von Katowice (Kattowitz) in direkter Nähe zur Landesgrenze mit Tschechien.

## Geschichte
Der Ort entstand spätestens im 14. Jahrhundert. 1377 wurde er erstmals urkundlich erwähnt.
Ursprünglich gehörte das Dorf zum Fürstentum Jägerndorf, kam nach den Schlesischen Kriegen an den preußischen Teil des Fürstentums. Der Ort wurde 1784 im Buch Beytrage zur Beschreibung von Schlesien als Boleslau erwähnt, gehörte einem Fürsten von Lichnowski und lag im Kreis Leobschütz. Damals hatte er 272 Einwohner, ein Vorwerk, 15 Bauern, zehn Gärtner und zwei Häusler. Die Einwohner waren katholisch und polnischsprachig. 1865 bestand Boleslau aus einem Dominium und einer Gemeinde. Der Ort hatte zu diesem Zeitpunkt 15 Bauernhöfe, neun Gärtner und zehn Häuslerstellen, sowie eine Mahl- und Ölmühle, einen Schmied, einen Gerber, einen Schuhmacher, einen Schneider, einen Weber und eine 1840 errichtete Schule mit 61 Schülern.
Bei der Volksabstimmung in Oberschlesien am 20. März 1921 stimmten vor Ort 305 Wahlberechtigte für einen Verbleib Oberschlesiens bei Deutschland und 62 für eine Zugehörigkeit zu Polen. Boleslau verblieb nach der Teilung Oberschlesiens beim Deutschen Reich. 1936 wurde der Ort im Zuge einer Welle von Ortsumbenennungen der NS-Zeit in Bunzelberg umbenannt. Bis 1945 befand sich der Ort im Landkreis Ratibor.
1945 kam der bis dahin deutsche Ort unter polnische Verwaltung und wurde anschließend der Woiwodschaft Schlesien angeschlossen und ins polnische Bolesław umbenannt. 1950 kam der Ort zur Woiwodschaft Oppeln. 1975 kam der Ort zur Woiwodschaft Kattowitz. 1999 kam der Ort zum wiedergegründeten Powiat Raciborski und zur Woiwodschaft Schlesien.

## Bauwerke
- Die römisch-katholische Hedwigskirche wurde 1874–1877 im neuromanischen Stil errichtet und 1932 erweitert.[5]
- Das Pfarrhaus aus den Jahren 1909 bis 1913.
- Schulgebäude aus dem Jahr 1898
- Mühle aus dem Jahr 1849
- Drei Speicher aus Lehm (Laimes)
- Wegkapellen
- Wegkreuze
- Gefallenendenkmal (Erster und Zweiter Weltkrieg)

## Vereine
Im Ort gibt es eine DFK-Ortsgruppe der Deutschen Minderheit.

## Persönlichkeiten
- Oswald Malura (1906–2003), deutscher Maler